# Aníbal Velásquez
Aníbal Velásquez Hurtado, né le 3 juin 1936 à Barranquilla, est un chanteur, compositeur et musicien colombien, reconnu pour son jeu d'accordéon. Il est également connu sous les surnoms « El Mago » (« Le Magicien ») et « El Rey de la guaracha » (« Le Roi de la guaracha »).

## Biographie
Aníbal Velásquez est né en 1936 à Barranquilla, en Colombie, des parents José Antonio Velásquez et Belén Hurtado, et est le frère du musicien José « Cheíto » Velásquez. Il est le père de Nelson Velásquez, ancien membre du groupe vallenato Los Inquietos del Vallenato.
Il connait son premier succès (La Gallina) en 1952 au sein du groupe Los Vallenatos del Magdalena avec Carlos et Roberto Román et est resté avec le groupe jusqu'à sa dissolution à la suite du décès de Roberto. Plus tard, il forme son propre groupe avec ses frères Juan et José, et avec eux, il crée un style distinctif de musique guaracha avec accordéon au début des années 1960 ; il s'inspirait à la fois des genres et des influences des Caraïbes et de l'Amérique du Sud. En raison de l'augmentation locale des crimes violents associés aux cartels, Velásquez déménage à Caracas, au Venezuela, dans les années 1970 et y résidera pendant 18 ans avant de revenir à Barranquilla,.
En 2018, Telecaribe, un réseau de télévision régional pour la région Caraïbe de Colombie, lance une série bio comme un hommage vivant à sa carrière, appelée Aníbal « Sensación » Velásquez. Au cours de sa carrière de six décennies, on estime que Velásquez a enregistré plus de 300 albums et potentiellement plus de 500 singles. En 2019, Velásquez aurait été gravement malade et aurait été hospitalisé à Barranquilla en raison d'une grave infection pulmonaire.